# Bartholomäus von Hamm
Bartholomäus von Hamm (* vor 1300; † 1353) war Kölner Dombaumeister.
Bartholomäus von Hamm ist seit 1333 als Kölner Dombaumeister belegt. Über seine frühere Tätigkeit ist nichts bekannt, es ist aber eine Mitwirkung an der 1275 begonnenen und bis zur Pfarrerhebung 1337 im Wesentlichen fertiggestellten Pauluskirche im westfälischen Hamm anzunehmen, einer gotischen Hallenkirche, die sich in ihren Einzelformen als Schulbau der Kölner Dombauhütte erweist.
Am Kölner Dombau entstanden während der Amtszeit des Bartholomäus von Hamm die beiden Seitenschiffe auf der Südseite des Langhauses, von denen sechs Doppeljoche, wenngleich ohne ihre Wölbung, als eine Art Hallenkirche mit Notdach vollendet wurden. In dieser Zeit wird zwar berichtet, dass „beständig und mit großen Anstrengungen und Kosten“ am Dom gebaut würde, doch kam es zu einer deutlichen Verlangsamung des Baugeschehens, so dass sich Erzbischof Walram 1337 „über das allzu spärliche Eingehen von Gaben für den Dombau“ beklagte. Gegen Ende seiner Amtszeit setzte dann die Vorbereitung für den Baubeginn der zweitürmigen Westfassade ein, deren in einer Wiener Grundrisszeichnung überliefertes Vorprojekt mit fünfteiliger Portalgruppe wohl noch unter ihm entstanden ist.
Mit einer Tochter des Bartholomäus von Hamm, Druda, war Peter Parler verheiratet, der beim Tode seines Schwiegervaters 1353 bereits mit dem Bau des Prager Veitsdomes beauftragt worden war. Statt seiner wurde daher der mit ihm verschwägerte Michael von Savoyen zum Nachfolger als Kölner Dombaumeister bestellt. Ob darüber hinaus eine genealogische Beziehung zu dem anderthalb Jahrhunderte später als Straßburger-Münster-Baumeister tätigen Hans Hammer besteht, ist nicht bekannt.